# Coccoloba praecox
Coccoloba praecox là một loài thực vật có hoa trong họ Rau răm. Loài này được C.Wright ex Lindau mô tả khoa học đầu tiên năm 1890.